# Danni Ashe
Leah Nicole Manzari, más conocida como Danni Ashe (16 de enero de 1968), es una stripper y actriz pornográfica estadounidense. Es fundadora y presidenta del Danni's Hard Drive (DHD), un sitio web para adultos.

## Biografía
Danni Ashe, nació en Beaufort, Carolina del Sur, EE. UU. Su gran pecho (tamaño de copa 38FF) contribuyó a su popularidad como modelo erótica. Ella comenzó posando en revistas para adultos y rodando vídeos porno en 1991.
En 1985 trabajó como bailarina erótica en varios clubes de estriptis en los Estados Unidos. Esto culminó en un incidente en un club que técnicamente no era erótico en Jacksonville, Florida. Entrevistada por la prensa, Ashe afirmó que el propietario del club y su encargado la persuadieron para que realizara un baile sin sujetador en topless y la animaron para que vendiese videos softcore en dicho club. Danni Ashe fue arrestada posteriormente. Danni se declaró culpable de "conducta prohibida" y fue multada con $50 dólares.

## Competencia para "Mujeres más descargadas en Internet"
El 5 de diciembre de 2000, el Libro Guinness de los récords le otorgó el título de la "Mujer más descargada en Internet" tras confirmar que su imagen había sido descargada sobre mil millones de veces. Ashe fue la primera mujer en la historia en alcanzar oficialmente este galardón.